# 오버외스터라이히주
오버외스터라이히주(독일어: Oberösterreich)는 오스트리아의 아홉 연방주 가운데 하나로, 주도는 린츠이다. 니더외스터라이히주, 슈타이어마르크주, 잘츠부르크주와 접하며, 독일, 체코와 국경을 접한다.
오스트리아 북부에 위치한다. 오버외스터라이히는 상부(上部) 오스트리아라는 뜻으로, 이 지역은 과거 바벤베르크 가문의 서쪽 통치 지역(외스터라이히)이었다. 1490년에 신성 로마 제국 내에서 공국의 지위와 함께 일정 정도의 독립을 획득했다. 제1차 세계 대전 후 오버외스터라이히는 오스트리아 공화국의 한 주가 되었다.

## 행정 구역
오버외스터라이히주는 3개 헌장 도시, 15개 군으로 구성되어 있다.

### 헌장 도시
- 린츠 (주도)
- 벨스
- 슈타이어

### 군
- 브라우나우암인군
- 에페르딩군
- 프라이슈타트군
- 그문덴군
- 그리스키르헨군
- 키르히도르프안데어크렘스군
- 린츠란트군
- 페르크군
- 리트임인크라이스군
- 로어바흐군
- 셰르딩군
- 슈타이어란트군
- 우르파어움게붕군
- 푀클라브루크군
- 벨스란트군